# 翠螺書院
翠螺书院，建立于1730年，当涂县历史上的一座书院，是当涂第一中学的前身。

## 历史
- 原在采石山麓太白楼后，清雍正八年（1730 年），太平知府李璋辟地兴建。其有正屋五间，中间祭祀虞雍公（允文），其旁即为学舍，东为讲堂三间，西为厨室。
- 乾隆四十八年（1783 年），移迁于太平府治西清源门内阳德坊向化桥西北。其后几经修葺。
- 光绪三十二年（1906 年）改设太平府中学堂。
- 民国三年（1914 年）学堂停办，从此屋宇倾颓，无人修葺。
- 民国十九年（1930 年），县立第一高等小学堂将废房拆除，移作小学校。[1]